# Slettestrand Redningsstation
Slettestrand Redningsstation är en tidigare dansk sjöräddningsstation i det dåvarande fiskeläget Slettestrand vid Jammerbugten i Jammerbugts kommun i Nordjylland.
Räddningsstationen inrättades 1852 av Det Nørrejydske Redningsvæsen som båt- och raketstation.
Stationshuset är en tegelbyggnad av den så kallade nya typen av danska räddningsstationer på 126 kvadratmeter med halvvalmat rött tegeltak. Det ligger på stranden i kanten av sanddynerna. 
Slettestrand Redningsstation är numera byggnadsminne. Den lades ned år 2000 och används för hantverksmässigt båtbyggeri av en ideell förening.